# Paul Biensfeldt

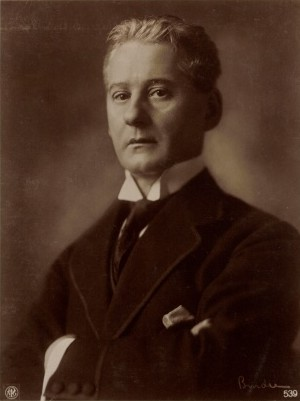
Paul Biensfeldt auf einer Fotografie von Alexander Binder

Paul Biensfeldt (* 4. März 1869 in Berlin; † 2. April 1933 in Berlin-Halensee) war ein deutscher Film- und Theaterschauspieler.

## Leben
Paul Biensfeldt gehörte 40 Jahre lang zum Berliner Theaterleben. Er erlebte 1893 seinen Durchbruch in Max Halbes Drama Jugend im Residenztheater. Er spielte dann unter Otto Brahm, später unter Max Reinhardt am Deutschen Theater.
Biensfeldt war bei Reinhardt 25 Jahre lang ein beliebter Ensemblespieler und einer seiner meistbeschäftigten Komiker. Carl Sternheim schrieb ihm 1913 die Rolle des Krey in seiner Komödie Bürger Schippl auf den Leib.
Biensfeldt hat zwischen 1913 und 1933 in über hundert Stumm- und Tonfilmproduktionen mitgewirkt und wurde dabei von den namhaftesten Regisseuren, wie Fritz Lang, Ernst Lubitsch, Friedrich Wilhelm Murnau, Paul Leni, Robert Wiene und Joe May, immer wieder besetzt. Er trat zumeist in Nebenrollen als Kammerdiener, Tanzlehrer, Polizist oder Adliger auf. Etwas größere Rollen hatte er in der Frühphase des Films in den 1910er Jahren, so zum Beispiel in dem Ewers-Film Die ideale Gattin (1913) und mehrmals an der Seite von Henny Porten. Zu seinen bekanntesten Stummfilmrollen zählen der Vater Lil Dagovers, der Zauberer, der sich am Ende in einen Kaktus verwandelt, in der chinesischen Episode von Fritz Langs Der müde Tod, sowie der Kammerherr Lebel, der Pola Negri höfliches Benehmen beibringen soll, in Lubitschs Madame Dubarry.
Beigesetzt wurde Paul Biensfeldt auf dem Wilmersdorfer Waldfriedhof Güterfelde bei Berlin (Abt. U-212).

## Filmografie (Auswahl)
- 1913: Die ideale Gattin
- 1913: Das schwarze Los
- 1914: Die Grenzwacht im Osten
- 1915: Die Konservenbraut
- 1916: Der Liebesbrief der Königin
- 1916: Stein unter Steinen
- 1917: Das fidele Gefängnis
- 1917: Dornröschen
- 1917: Gräfin Küchenfee
- 1918: Sein letzter Seitensprung
- 1918: Die blaue Laterne
- 1918: Die Sieger
- 1918: Carmen
- 1918: Meine Frau, die Filmschauspielerin
- 1918: Veritas Vincit
- 1919: Tötet nicht mehr!
- 1919: Madame Dubarry
- 1919: König Nicolo
- 1919: Todesurteil
- 1919: Die Fahrt ins Blaue
- 1919: Prinz Kuckuck
- 1919: Harakiri
- 1919/20: Die Spinnen (2 Teile)
- 1920: Der Bucklige und die Tänzerin
- 1920: Va banque
- 1920: Sumurun
- 1920: Anna Boleyn
- 1921: Der Mann ohne Namen (6 Teile)
- 1921: Die Bergkatze
- 1921: Die Abenteurerin von Monte Carlo
- 1921: Der Silberkönig (4 Teile)
- 1921: Der müde Tod
- 1922: Dr. Mabuse, der Spieler (2 Teile)
- 1922: Der Graf von Charolais
- 1923: Dämon Zirkus
- 1923: Der steinerne Reiter
- 1923: Das Milliardensouper
- 1923: Tragödie der Liebe
- 1923: Alles für Geld
- 1924: Das Wachsfigurenkabinett
- 1924: Auf Befehl der Pompadour
- 1925: Ich liebe Dich
- 1925: Der Flug um den Erdball
- 1925: Die Insel der Träume
- 1925: Herrn Filip Collins Abenteuer
- 1925: Die Gesunkenen
- 1926: Fiaker Nr. 13
- 1926: Zopf und Schwert
- 1926: Der dumme August des Zirkus Romanelli
- 1926: Die Welt will belogen sein
- 1926: Dagfin
- 1926: Die Königin vom Moulin Rouge
- 1927: Ein schwerer Fall
- 1927: Ein rheinisches Mädchen beim rheinischen Wein
- 1927: Die raffinierteste Frau Berlins
- 1927: Svengali
- 1927: Das Geheimnis des Abbé X
- 1928: Ein Mädel mit Temperament
- 1928: Saxophon-Susi
- 1928: Dyckerpotts Erben
- 1928: Ihr dunkler Punkt
- 1928: Herzog Hansl (Erzherzog Johann)
- 1929: Der Mitternachtswalzer
- 1929: Sprengbagger 1010
- 1930: Ein Burschenlied aus Heidelberg
- 1930: Hokuspokus
- 1930: Das Flötenkonzert von Sans-souci
- 1931: Madame hat Ausgang
- 1932: Mein Freund, der Millionär
- 1932: Der weiße Dämon
- 1932: Eine von uns
- 1932: Trenck
- 1933: Sag mir, wer du bist